# Amaya (navegador)
Amaya és una eina combinada del W3C composta per un navegador web i una eina d'autor. Qualsevol pàgina web que s'obri pot ser editada immediatament. Es poden veure i generar pàgines HTML i XHTML amb fulls d'estil CSS, expressions MathML i dibuixos SVG. Una gran característica és que pot veure els enllaços que es creen amb l'editor.
Renderitza imatges, per exemple en PNG i un subconjunt del format de Gràfics vectorials escalables (SVG), com a figures bàsiques, text, imatges i foreignObject (l'últim és útil per incloure fragments HTML o expressions MathML en els dibuixos). Els gràfics estan escrits en XML i poden ser barrejats lliurement amb HTML i MathML.
És programari lliure, disponible per a sistemes tipus Unix, Linux, Mac OS X, Windows i altres plataformes. L'última versió alliberada és la 11, que va ser llançada el 16 de desembre de 2008. Aquesta versió suporta HTML 4.01, XHTML 1.0, XHTML Basic, XHTML 1.1, HTTP 1.1, MathML 2.0, moltes característiques CSS 2, i inclou suport per a gràfics SVG (transformació, transparència i animació SMIL), a més es pot, no només visualitzar sinó a més editar, de manera parcial, documents XML. Es pot dir que és una aplicació «internacionalitzada".